# Monte Carlo Challenger
Il Monte Carlo Challenger è stato un torneo professionistico di tennis giocato su campi in terra rossa. Faceva parte dell'ATP Challenger Series. Si giocava annualmente a Monte Carlo in Monaco.

## Albo d'oro

### Singolare
| Anno | Campione        | Finalista           | Punteggio |
| ---- | --------------- | ------------------- | --------- |
| 1994 | Andrea Gaudenzi | Gérard Solvès       | 6–2, 6–1  |
| 1995 | Sjeng Schalken  | Frederik Fetterlein | 6–3, 6–4  |

### Doppio
| Anno | Campioni                       | Finalisti                         | Punteggio |
| ---- | ------------------------------ | --------------------------------- | --------- |
| 1994 | Henrik Holm Magnus Larsson     | Cristian Brandi Federico Mordegan | 7–6, 6–2  |
| 1995 | Nicklas Kulti Mikael Tillström | Nicolas Kiefer Michael Stich      | 7–5, 7–5  |